# Kwasy arsonowe
Kwasy arsonowe – grupa związków chemicznych będących kwasami arsenu, w której skład wchodzą kwas arsonowy – HAsO(OH)2 – i jego arsenoorganiczne pochodne o wzorze ogólnym RAsO(OH)2, np. acetarsol (kwas 3-acetamido-4-hydroksyfenyloarsonowy). Sole i estry kwasów arsonowych to arsoniany.